# Snyder (Oklahoma)
Snyder es una ciudad ubicada en el condado de Kiowa en el estado estadounidense de Oklahoma. En el año 2010 tenía una población de 1394 habitantes y una densidad poblacional de 	422,42 personas por km².

## Geografía
Snyder se encuentra ubicada en las coordenadas 34°39′26″N 98°57′9″O / 34.65722, -98.95250 (34.657246, -98.952535).

## Demografía
Según la Oficina del Censo en 2000 los ingresos medios por hogar en la localidad eran de $23,295 y los ingresos medios por familia eran $32,167. Los hombres tenían unos ingresos medios de $26,324 frente a los $17,386 para las mujeres. La renta per cápita para la localidad era de $13,188. Alrededor del 25.3% de la población estaban por debajo del umbral de pobreza.